# Psiloxyleae
Psiloxyleae é uma tribo monogenérica e também monoespecífica de árvores perenes, uma das duas tribos que conformam a subfamília Psiloxyloideae da família Myrtaceae. O seu único género é Psiloxylum Thouars ex Tul., 1856.

## Distribuição
A única espécie, Psiloxylum mauritianum, do único género da tribo é endémica das ilhas Mascarenhas (Maurícias e  Reunião) no Oceano Índico.